# Breasta, Dolj
Breasta este satul de reședință al comunei cu același nume din județul Dolj, Oltenia, România.
Totalul locuitorilor de 4090 este compus din locuitorii satelor componente, dupa cum urmeaza :
- Breasta 2187 locuitori - Cotu 216 locuitori - Crovna 156 locuitori - Faget 43 locuitori - Obedin 469 locuitori - Rosieni 194 locuitori
- Valea Lungului 632 locuitori
 Acest articol despre o localitate din județul Dolj este deocamdată un ciot. Puteți ajuta Wikipedia prin completarea lui.